# 愛妻日記
『愛妻日記』（あいさいにっき）は重松清による日本の短編官能小説集。講談社より2003年12月13日に刊行。

## 収録作品
全編とも『小説現代』（講談社）に掲載された。
- 愛妻日記（2002年1月号）
- ホワイトルーム（2002年5月号）
- 童心（2002年9月号）
- 煙が目にしみる（2003年1月号）
- 饗宴（2003年5月号）
- ソースの小壜（2003年9月号、初出時「白地に赤く…」）

## 執筆の経緯と反応
2001年秋、『小説現代』（講談社）の編集長に就任したばかりの岡圭介に、ぜひやってみたかった企画として『直木賞作家による匿名の官能小説』の執筆を持ちかけられた重松は、これまでセックスの描写がない家族問題の小説を書き続けてきた自身を顧みて、「これからも夫婦や家族をめぐるお話を書いて」いく以上、夫婦間の大切な問題であるセックスから逃げるわけにはいかないと考え、執筆を決意した。
当初は『小説現代』2002年1月号に掲載された「愛妻日記」の1作だけの予定だったが、2作目以降は自ら志願して執筆したという。計6編は全て「直木三十六」の名で掲載され、2003年12月に「重松清」の名で書籍として刊行された。それまで、「子どもに安心して読ませられる本」の著者として評価が高かっただけに、読者からの反応は凄まじく、「裏切られた気がする」「こんな本子どもに読ませられない」「子どもが図書館で間違えて借りたらどうするんだ」など、多くの抗議が寄せられたと言う。

## 映画

### 愛妻日記
- 監督：サトウトシキ
- 原作：重松清「愛妻日記」（講談社刊）
- 脚本：橋本浩介
- 編集：矢船陽介
- 出演：永井正子、戸田昌宏

### 饗宴
- 監督：緒方明
- 原作：重松清『愛妻日記』（講談社刊）
- 脚本：中野太
- 出演：杉本哲太、村松恭子、伊藤洋三郎、速水典子

### 童心
- 監督：富岡忠文
- 原作：重松清『愛妻日記』（講談社刊）
- 脚本：井上淳一
- 出演：中原翔子、斎藤歩

### ホワイトルーム
- 監督：斎藤久志
- 原作：重松清『愛妻日記』（講談社刊）
- 脚本：西田直子
- 出演：ともさと衣、川瀬陽太、高久ちぐさ、杉山圭、遠藤雅

### ソースの小壜
- 監督：渡邉謙作
- 原作：重松清『愛妻日記』（講談社刊）
- 脚本：黒沢久子
- 出演：未向、草野康太、温水洋一

### 煙が目にしみる
- 監督：亀井亨
- 原作：重松清『愛妻日記』（講談社刊）
- 脚本：吉田直人
- 出演：不二子、木下ほうか、田村泰二郎